# Конрад IV Шенк фон Лимпург
Конрад IV Шенк фон Лимпург (на немски: Konrad IV Schenk von Limpurg; * 1396; † 2 юни 1482) е шенк на Лимпург, господар на Гайлдорф в Баден-Вюртемберг.

## Произход
Той е син на Фридрих III Шенк фон Лимпург († 1414) и съпругата му Елизабет фон Хоенлое-Шпекфелд († 1445), дъщеря на Готфрид III фон Хоенлое-Уфенхайм-Ентзе († ок. 1387) и графиня Анна фон Хенеберг-Шлойзинген († сл. 1388). Брат е на Фридрих IV (1401 – 1474), господар на Шпекфелд-Оберзонтхайм, и Готфрид IV Шенк фон Лимпург (1403 – 1455), епископ на Вюрцбург (1443 – 1455).

## Фамилия
Конрад IV Шенк фон Лимпург се жени на 20 септември 1439 г. в Ипхофен за графиня Клара фон Монфорт-Тетнанг († 1440), вдовица на Албрехт (IV) фон Рехберг-Щауфенек († 1439), дъщеря на Вилхелм IV фон Монфорт-Тетнанг († 1439) и Кунигунда фон Верденберг († 1443). Те имат един син:
- Албрехт II Шенк фон Лимпург (* 1440; † 4 декември 1506), господар на Гайлдорф, женен 1472 г. за Елизабет фон Йотинген (* 7 март 1449; † 28 юли 1509), дъщеря на граф Вилхелм I фон Йотинген († 1467) и Беатриче дела Скала († 1466)[4]